# つなひき帝国/全国無責任時代
「つなひき帝国/全国無責任時代」（つなひきていこく/ぜんこくむせきにんじだい）は、ガガガSPの10枚目のシングル。

## 解説
2005年5月25日に発売。バンド初のダブルAサイドシングルとして発表された。
「つなひき帝国」は、オリジナル曲としては自身初のCMソングに使用された。CMではボーカルのコザック前田本人がナレーションを務めた。PVは公式サイト上でエキストラ出演者を募り、全員で綱引きをする内容になっており、神戸市長田区および須磨区にて撮影が行われた。アルバム『青春狂時代』では「つなひき帝国2006 〜しばきまわすぞ編〜」としてリアレンジされ再録されている。
「全国無責任時代」は、アルバム『無責任一家総動員』に収録されている「神戸無責任時代」をリアレンジした楽曲で、テレビアニメ『ケロロ軍曹』のオープニングテーマとして使用された。前作「はじめて君としゃべった」に続き、2度目となるアニメタイアップに起用された。なお、タイアップとなった『ケロロ軍曹』とのコラボレーションとして、本作の初回プレス盤には、ケロロ軍曹特製小隊マークシールが封入されている。

## 収録曲
1. つなひき帝国 [3:10]
作詞・作曲：コザック前田
  - ダイドードリンコ『D SPORTS MIU』CMソング[1]
  - NHK教育テレビジョン『めざせ!会社の星』オープニングテーマ
2. 全国無責任時代 [3:55]
作詞：ガガガSP　作曲：コザック前田
  - テレビ東京系アニメ『ケロロ軍曹』オープニングテーマ
3. ヘボヘボ [5:48]
作詞・作曲：コザック前田

## 収録アルバム
| 曲名           | 収録アルバム                             | 発売日        | 規格品番     | 備考                                                  |
| -------------- | ---------------------------------------- | ------------- | ------------ | ----------------------------------------------------- |
| つなひき帝国   | 『青春狂時代』                           | 2006年5月17日 | SRCL-6267    | 「つなひき帝国2006 〜しばきまわすぞ編〜」として収録。 |
| つなひき帝国   | 『ガガガSPベストアルバム』               | 2007年4月25日 | SRCL-6551    |                                                       |
| つなひき帝国   | 『オールタイムベスト 〜勘違いで20年!〜』 | 2017年5月3日  | LDCD-50136/7 | 「つなひき帝国2006 〜しばきまわすぞ編〜」として収録。 |
| 全国無責任時代 | 『ガガガSPベストアルバム』               | 2007年4月25日 | SRCL-6551    |                                                       |